# 2. бањалучки полумаратон
Други бањалучки полумаратон или M:tel city race Banja Luka 2016 (М:тел градска трка Бања Лука 2016) спортска је манифестација одржана у Бањој Луци, 8. маја 2016. а пред учесницима је била стаза у дужини од 21.1 км. На Другом бањалучком полумаратону било је више од 5.000 учесника, од тога, стазу је истрчало више од 500 тркача из региона и свијета, 4 олимпијца, те 40 елитних тркача. Главни промотер трке била је атлетичарка бањалучког Борца, Републике Српске и БиХ поријеклом из Кеније, Лусија Кимани. Организатор трке је Тркачки рекреативни клуб ТРК из Бање Луке. Трком су доминирали Кенијци а побједник у мушкој конкуреницији био је Hillary Kiptum Maiyo Kimaiyo, а у женској његова сународница Christene Moraa Oigo.

## Нови рекорд стазе
Први је на циљ дотрчао Hillary Kiptum Maiyo Kimaiyo (01:04:03h) са новим рекордом стазе, а одмах након њега Abel Kibet Rop ( 01:04:11h) док је трећепласирани Joel Miana Mwangi, сви из Кеније као и побједнице у женској конкуренцији.
Најбржа полумаратонка била је Christene Moraa Oigo 1:13:37 (рекорд стазе за преко 5 минута), друго мјесто припало је Stellah Jepngetich Barsosio, која је ове година побједила и на 29. београдском полумаратону, док је треће мјесто припало побједници Првог бањалучког м:тел полумаратона Agnes Chebet.

## Стаза
Стаза је сертификована од стране AIMS, тако да се осим личних рекорда могу остварити и квалификациона времена за велике свјетске маратоне, који то захтјевају. Полумаратонска трка пролази кроз понајљепше дијелове Града, а почиње и завршава на Тргу Крајине. Стаза трке је потпуно равна.

## Штафетна трка
Први пут на овом маратону трчана је штафетна трка Gazprom Petrol Stations, у којој је учествовало 70 тимова и 280 тркача.

## Трка задовољства
Нектар трка задовољства или Nektar fun run је трка у дужини од 3 км. Ова трка је популарна, прије свега, међу родитељима са малом дјецом, клинцима, људима са слабијом кондицјом итд. јер пружа могућност да се осјети сав угођај на самој стази и око стазе, а при томе и да се хода, вози бицикл, ролери, разговара са пријатељима... Лимит трке је 50 минута, а трчало ју је преко 3.000 учесника.

## Припремна трка
Припремни „ценер“ је организован 10. априла, на стази у бањалучком парку Младен Стојановић, а дужина стазе је била 10 километара. По прохладном и кишовитом времену, додуше са стартом трке и киша je престала, учествовало је преко стотину тркача. Трку је организовао Тркачки рекреативни клуб „ТРК“ из Бање Луке, а стаза је подразумијевала трчање укупно девет кругова око парка.
Свим учесницима који су стигли до циља додјељена је финишерска медаља. Побједник трке био је Бранко Товиловић из Атлетског клуба Слобода Нови Град, са временом 0:36:32.

## Галерија слика
- Старт/циљ
- Атмосфера на циљу
- Парк Петар Кочић